# Østerlarsker Plantage
Østerlarsker Plantage er en plantage i den nordvestlige del af Østerlars landzone. Plantagen grænser op til den noget større Rø Plantage, og mange omtaler i det daglige begge områder som Rø Plantage.
En stor del af arealet er beplantet med gran, bøg, fyr, og lærk.
Plantagen er på 77,1 Ha (pr 3. marts 2006)
Dansk Ornitologisk Forening har registreret forekomst af havørn, musvåge, sortspætte, stor flagspætte, stenpikker, skovsanger, gransanger, råge og ravn i skovområdet.
|  | Denne artikel om lokaliteten Østerlarsker Plantage kan blive bedre, hvis der indsættes et (bedre) billede. Du kan hjælpe ved at afsøge Wikimedia Commons for et passende billede eller lægge et op på Wikimedia Commons med en af de tilladte licenser og indsætte det i artiklen. |

55°11′10″N 14°55′30″Ø / 55.18611°N 14.92500°Ø